# San Francisco Eagle
San Francisco Eagle (también SF Eagle, o simplemente The Eagle; anteriormente conocido como Eagle Tavern) es un bar gay en el barrio South of Market de San Francisco, en el estado estadounidense de California. El bar, que abrió sus puertas en 1981 y realizó su inauguración oficial el 12 de mayo del mismo año, atiende a la comunidad de osos y a la subcultura leather. Lex Montiel es uno de los dueños del bar, a partir de 2018.

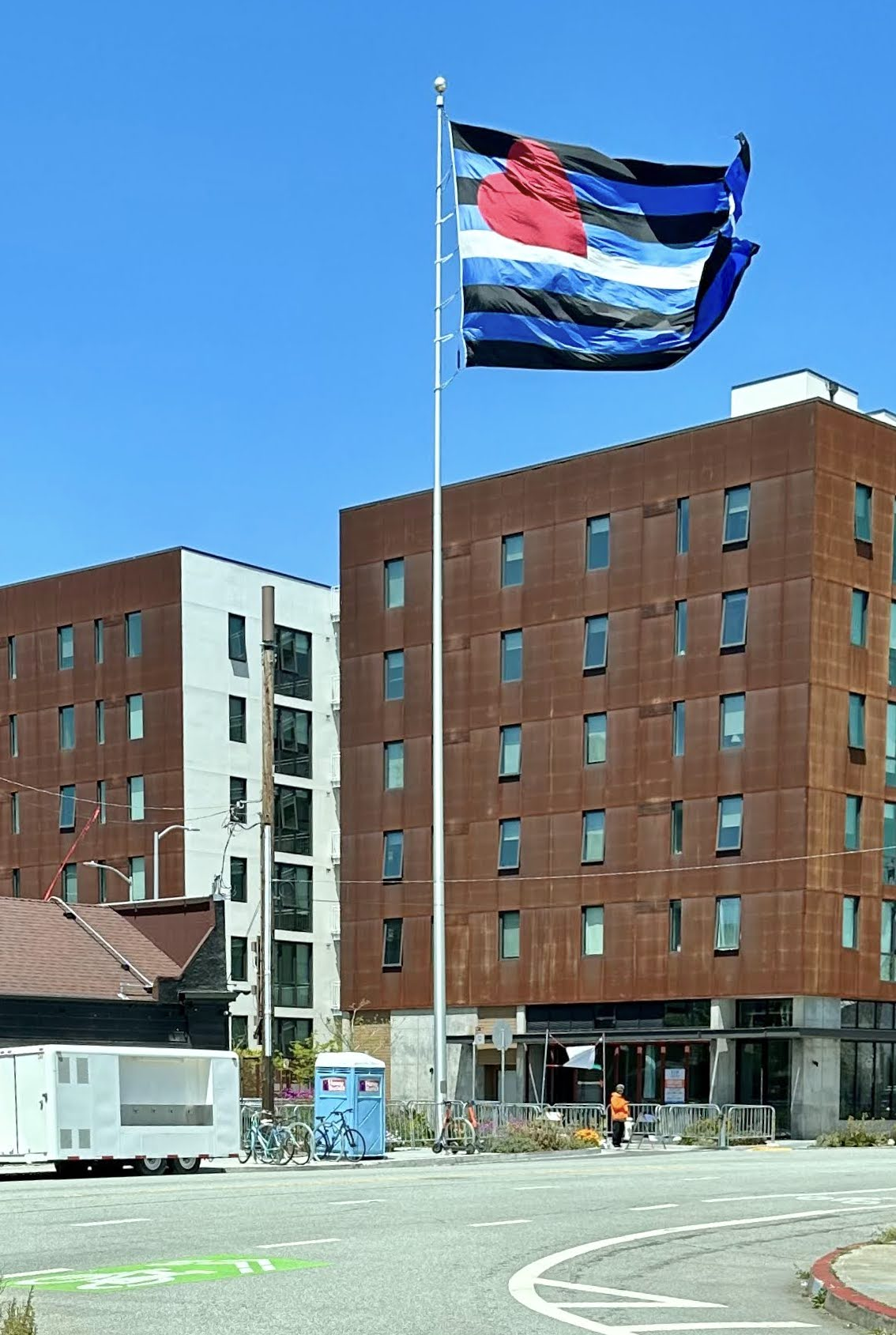
Bandera del orgullo leather frente al bar.

El San Francisco South of Market Leather History Alley consta de cuatro obras de arte a lo largo de Ringold Alley en honor a la subcultura leather, y se inauguró en 2017. Una de las obras de arte son las huellas de botas de metal a lo largo de la acera que honran a 28 personas (incluido Terry Thompson, quien administraba el bar) que han sido parte importante de las comunidades leather de San Francisco.
El bar, que estuvo cerrado entre marzo de 2020 y junio de 2021 producto de la pandemia de COVID-19, fue nombrado como Monumento Designado de San Francisco (San Francisco Designated Landmark) el 29 de octubre de 2021.